# رجاء حبيب الخزاعي
كانت عضواً في مجلس الحكم العراقي الانتقالي، التي أنشأت في أعقاب غزو الولايات المتحدة للعراق عام 2003، واحدة من ثلاث نساء فقط في الهيئة الإدارية من خمسة وعشرون عضوا. 
وكانت أيضا عضوا في مجلس النواب العراقي إنتخبت تحت لواء الائتلاف الوطني العراقي. على الرغم من أنها عاشت في المملكة المتحدة في الستينات والسبعينات، إلى أنها عادت إلى العراق في عام 1977.
مسلمة شيعية المذهب، تعمل رجاء الخزاعي طبيبة حاليا وتدير مستشفى للولادة في مدينة الديوانية جنوب العراق.